# Bal maskowy (opera)
Bal maskowy (tytuł oryginalny Un ballo in maschera) – opera Giuseppe Verdiego w trzech aktach na podstawie libretta Antonio Somma.

## Historia utworu
Giuseppe Verdi zlecił napisanie włoskiego libretta na podstawie powieści Eugene Scribe. Antonio Somma miał wykorzystać wątek miłosny jako główną oś libretta, a więc inaczej niż w operze Aubera, opartej na tym samym utworze, obecnej na paryskiej scenie od 1833 r. Scribe opisał w swojej powieści fakt historyczny, którym było uśmiercenie Gustawa III przez szwedzkich arystokratów, zrealizowane na balu maskowym. Fakt ten sprawił kłopoty Verdiemu z polityczną cenzurą Burbonów panujących wówczas w królestwie Neapolu, dla którego opera była przeznaczona. Cenzura ta zabraniała przedstawiania zamachu na głowę koronowaną. Żądano od niego zmian (pod pretekstem dyplomatycznym, ze względu na żyjących potomków Wazów), których nie mógł bez szkody dla utworu zaakceptować. Opera została wystawiona w Rzymie, ale z niemałymi zmianami. Przede wszystkim akcja przeniosła się ze Szwecji do Ameryki, czas cofnięto o blisko 100 lat, zamiast króla czołową postacią był gubernator, nazwiska zostały zmienione. Ciekawostką było, że bohaterowie nosili szwedzkie stroje. Verdi odniósł w Rzymie wielki sukces. Na premierze wywoływano go 30 razy. Opera, wbrew intencjom kompozytora, podsyciła narodowowyzwoleńcze nastroje Włochów, czyli to czego obawiały się władze królestwa Neapolu.

## Osoby
- Hrabia Ryszard Warwick – gubernator Bostonu – tenor
- Renato – oficer – baryton
- Amelia – żona Renata – sopran
- Ulryka – wróżka – alt lub mezzosopran
- Oskar – paź – sopran
- Sylwan – marynarz – bas
- Samuel i Tom – spiskowcy – basy
- Sędzia – tenor
- Służący Renata – baryton
- Dworzanie, mieszczanie lud, maski

## Treść
Akcja rozgrywa się w Bostonie i okolicy pod koniec XVII wieku.

### Akt I
Odsłona 1
Poranna audiencja w pałacu gubernatora. Ryszard przyjmuje interesantów, odnosi się do ich próśb i zażaleń. Widać wyraźną niechęć do hrabiego ze strony spiskowców, na czele z Tomem i Samuelem. Oskar przedstawia gotową listę zaproszonych na wieczorny bal maskowy, wśród których są również Renato z żoną, skrycie kochaną przez hrabiego. Nadchodzi Renato z ostrzeżeniem przed czyhającym niebezpieczeństwem ze strony wrogów oraz sędzia z niepodpisanym jeszcze dekretem o wygnaniu wróżki Ulryki. Ryszard postanawia udać się w przebraniu do starej Indianki, by osobiście zbadać sprawę; przed spiskowcami będzie go strzegł oficer Renato.
Odsłona 2
W chacie Ulryki. Wróżka przepowiada marynarzowi Sylwanowi awans i pieniądze. Niezauważenie Ryszard przebrany za marynarza wsuwa mu coś do kieszeni. To nominacja na oficera i pieniądze, które sprawiają, że wróżba się sprawdza. Nadchodzi Amelia i prosi wróżkę o lekarstwo na zakazaną miłość do Hrabiego. Ulryka mówi jej co ma zrobić. Ryszard, który ukryty wszystko słyszał, każe teraz sobie powróżyć. Dowiaduje się, że wkrótce zginie z ręki najlepszego przyjaciela, tego któremu jako pierwszemu poda mu rękę. Ma nim być Renato. Ryszard nie bierze poważnie tej wróżby.

### Akt II
Noc, okolice Bostonu. Amelia szuka ziół, mających ją wyleczyć z nieszczęśliwej miłości. Śledzi ją Ryszard, który zdecydował się wyznać miłość ukochanej. Spotkanie przerywa Renato ostrzegający o zbliżającym się zamachu i nakłania przyjaciela do ucieczki. Gubernator ucieka, a tymczasem Renato, na jego prośbę, odprowadza do miasta osłoniętą woalką niewiastę, nie rozpoznając w niej własnej żony. Tymczasem spiskowcy przez pomyłkę łapią Renata, w zamieszaniu tajemnica kobiety zostaje ujawniona. Oficer jest zrozpaczony, pragnie zemsty.

### Akt III
Odsłona 1
Gabinet Renata. Amelia zapewnia męża, że nie dopuściła się zdrady, jednak Renato nie może jej wybaczyć. Całą winą obarcza gubernatora i postanawia dogadać się ze spiskowcami. Przybyłym Samuelowi i Tomowi zaręcza o swojej szczerości co do zamiarów i gwarantuje to życiem własnego dziecka. Amelii każe wylosować kto ma zabić Hrabiego, na najbliższym balu maskowym. Zrozpaczona kobieta wyciąga kartkę z nazwiskiem męża.
Odsłona 2
Przed balem, w pałacu. Ryszard podpisuje dekret o odesłaniu Amelii i Renata do Anglii. W ten sposób wszyscy zachowają honor. Oskar ostrzega pana przed uczestnictwem w balu, ale gubernator chce jeszcze ostatni raz zobaczyć Amelię, a poza tym nie może okazać strachu.
Odsłona 3
Sala balowa. W tłum gości wmieszali się spiskowcy, a wśród nich Renato, który wie jaką maskę założył Ryszard. Amelia zdążyła jeszcze podejść do ukochanego, wyznać mu miłość i usłyszeć jak jest kochana, ale nie udaje jej się nakłonić go do opuszczenia sali balowej. W tym momencie sztylet Renata rani śmiertelnie hrabiego. W ostatniej chwili konający wręcza Renatowi dekret dowodzący uczciwości przyjaciela.